# Cantonul Malesherbes
Cantonul Malesherbes este un canton din arondismentul Pithiviers, departamentul Loiret, regiunea Centru, Franța.

## Comune
- Audeville
- Césarville-Dossainville
- Coudray
- Engenville
- Intville-la-Guétard
- Labrosse
- Mainvilliers
- Malesherbes (reședință)
- Manchecourt
- Morville-en-Beauce
- Nangeville
- Orveau-Bellesauve
- Pannecières
- Ramoulu
- Rouvres-Saint-Jean
- Sermaises
- Thignonville